# Capnia ahngeri
Capnia ahngeri is een steenvlieg uit de familie Capniidae. De wetenschappelijke naam van de soort is voor het eerst geldig gepubliceerd in 1949 door Koponen.